# Tlaxcalita
Tlaxcalita är en ort i Mexiko.   Den ligger i kommunen Pánuco och delstaten Veracruz, i den östra delen av landet, 300 km norr om huvudstaden Mexico City. Tlaxcalita ligger 26 meter över havet och antalet invånare är 373.
Terrängen runt Tlaxcalita är platt. Runt Tlaxcalita är det ganska glesbefolkat, med 32 invånare per kvadratkilometer. Närmaste större samhälle är Colonia Piloto, 13,9 km väster om Tlaxcalita. Trakten runt Tlaxcalita består till största delen av jordbruksmark.